# Hayato Date
Hayato Date ou Yūto Date (伊達 勇登, Date Hayato/Yūto) est un réalisateur japonais d'anime né le 22 mai 1962.
Il réalise principalement des séries Shōnen et le plus souvent du sous genre Nekketsu comme Saiyuki et Naruto. Il est l'un des réalisateurs phare du Studio Pierrot durant les années 2000 aux côtés de Tsuneo Kobayashi et Noriyuki Abe.

## Filmographie

### Séries TV
- Great Teacher Onizuka (30 juin 1999 – 24 septembre 2000) : Story Board (ép 3,8,16), Directeur d'épisode (ép 3,8)
- Rerere no Tensai Bakabon (oct 1999 - mars 1999) : réalisateur, storyboard, directeur d'épisode
- Saiyuki (avr 2000 - mars 2001) : réalisateur,  storyboard (ep 1), directeur d'épisode (ep 1,5,27)
- Kaze no Yojimbo (oct 2001 - mars 2002) : réalisateur
- Tokyo Underground (avr 2002 - sept 2002) : réalisateur, storyboard (ep 1), directeur d'épisode (ep 1)
- Naruto (oct 2002 - fév 2007) : réalisateur, storyboard (ep 1,26,202), directeur d'épisode (ep 1, 26, 38, 49, 66, 202)
- Naruto Shippūden (fév 2007 -  mars 2017) : réalisateur, storyboard (ep 83, 92, 107, 177, 253, 364), directeur d'épisode (ep 15, 101)

### Films
- 2001 : Saiyuki Requiem : Réalisateur